# Петерсен, Суни
Су́ни Хе́рман Йо́энссон Пе́терсен (фар. Suni Herman Joensson Petersen; род. 9 мая 2005 года в Скоалавуйке, Фарерские острова) — фарерский футболист, полузащитник клуба «ЭБ/Стреймур» и юношеской сборной Фарерских островов.

## Клубная карьера
Суни — воспитанник сандурского клуба «Б71». Первый матч за родную команду он провёл 12 мая 2021 года, заменив Ханса Хенце на 60-й минуте встречи с дублем рунавуйкского «НСИ» в рамках первого дивизиона Фарерских островов. Всего в своём дебютном сезоне полузащитник принял участие в 17 встречах первой лиги архипелага и 1 кубковой игре. 20 марта 2022 года Суни забил первый гол в карьере, поразив ворота резервной команды «07 Вестур» в первом дивизионе. Он выступал за «Б71» вплоть до окончания сезона-2023, суммарно отыграл 52 матча и отметившись в них 2 забитыми мячами.
В 2024 году Суни перешёл из «Б71» в «ЭБ/Стреймур». В составе «чёрно-синих» он дебютировал в фарерской премьер-лиге: 10 марта полузащитник отыграл первый тайм поединка со «Скалой» и в перерыве был заменён Элиасом Эриксеном. 26 мая Суни открыл счёт своим голам на турнире, соперниками снова оказались скальчане.

## Международная карьера
Полузащитник представляет Фарерские острова на юношеском уровне. В 2019 году он выступал в составе сборной до 15 лет. В 2021 году Суни сыграл 5 встреч за сборную до 17 лет, отметившись забитым голом в ворота гибралтарских сверстников. С 2023 года Суни является членом сборной архипелага до 19 лет и провёл за неё 4 игры.

## Статистика выступлений
| Выступление      | Выступление      | Выступление      | Лига | Лига | Кубки | Кубки | Еврокубки | Еврокубки | Прочие | Прочие | Итого | Итого |
| Клуб             | Лига             | Сезон            | Игры | Голы | Игры  | Голы  | Игры      | Голы      | Игры   | Голы   | Игры  | Голы  |
| ---------------- | ---------------- | ---------------- | ---- | ---- | ----- | ----- | --------- | --------- | ------ | ------ | ----- | ----- |
| Б71              | Первый дивизион  | 2021             | 17   | 0    | 1     | 0     | 0         | 0         | 0      | 0      | 18    | 0     |
| Б71              | Первый дивизион  | 2022             | 24   | 2    | 1     | 0     | 0         | 0         | 0      | 0      | 25    | 2     |
| Б71              | Первый дивизион  | 2023             | 11   | 0    | 0     | 0     | 0         | 0         | 0      | 0      | 11    | 0     |
| Б71              | Итого            | Итого            | 52   | 2    | 2     | 0     | 0         | 0         | 0      | 0      | 54    | 2     |
| ЭБ/Стреймур      | Премьер-лига     | 2024             | 13   | 1    | 1     | 1     | 0         | 0         | 0      | 0      | 14    | 2     |
| ЭБ/Стреймур      | Итого            | Итого            | 13   | 1    | 1     | 1     | 0         | 0         | 0      | 0      | 14    | 2     |
| Всего за карьеру | Всего за карьеру | Всего за карьеру | 65   | 3    | 3     | 1     | 0         | 0         | 0      | 0      | 68    | 4     |

## Личная жизнь
Старший брат Суни, Пятур (род. 1998) — известный футболист, выступающий за национальную сборную Фарерских островов. Суни является прихожанином лютеранской церкви Сандура и помогает ей в организации и проведении религиозных праздников.